# Днепровский государственный медицинский университет
Днепровский государственный медицинский университет (укр. Дніпровський державний медичний університет) — одно из старейших высших учебных заведений Украины. Основано 15 сентября 1916 года на базе Екатеринославских высших женских курсов. Статус академии — с 1920 года (возвращен в 1994 году Постановлением Кабинета Министров Украины № 224 от 20 апреля 1994 года) по 2021 год.
В структуре университета — 6 факультетов (два медицинских, стоматологический, два международных факультета и факультет последипломного образования), на которых обучается свыше 4,5 тыс. студентов и врачей-курсантов.
На 59 кафедрах работают 646 преподавателей, из них 98 докторов наук и 359 кандидатов наук. Всего в академии работает свыше 1100 сотрудников.
42 клинические кафедры расположены на базах 28 больниц и используют свыше 15 тыс. коек. На клинических базах университета организованы 29 специализированных центров.
Университет занимает площадь 85 гектаров. Имеет 8 учебных корпусов общей площадью 52000 м²., в которых размещены 608 учебных аудиторий, кабинетов и лабораторий. В 6 общежитиях (1,3,4,5,6,7) площадью 46000 м². проживают 2849 студентов и врачей-курсантов. Университет располагает спортивным комплексом, виварием, спортивно-оздоровительным лагерем, научной библиотекой, техноцентром и двумя музеями.

## История
Основан 15 сентября 1916 года на базе Екатеринославских высших женских курсов. С 1920 года — академия, статус академии был возвращен в 1994 году Постановлением Кабинета Министров Украины № 224. В 2011 году структура академии (университета) — 6 факультетов, на 59 кафедрах работают 646 преподавателей, из них 98 докторов наук и 359 кандидатов наук, 1 академик НАМН Украины, 1 член-корреспондент НАН Украины, 2 члена-корреспондента НАМН Украины, 5 заслуженных работников высшей школы и народного образования, 9 заслуженных деятелей науки и техники, 9 лауреатов Государственной премии Украины и Российской Федерации, 5 заслуженных врачей Украины. На 2011 год обучается свыше 4,5 тыс. студентов и врачей-курсантов, к этому времени всего было подготовлено около 50 тыс. врачей. В 2011 году конкурс при поступлении составлял 11 человек на бюджетное место. 16 марта 2021 Государственное учреждение «Днепропетровская медицинская академия Министерства здравоохранения Украины» приказом Министерства здравоохранения Украины № 473 от 16 марта 2021 сменил тип и переименован в Днепровский государственный медицинский университет.

## Факультеты и специальности
- Медицинский («Лечебное дело», «Фармация», «Эрготерапия»)
- Стоматологический («Стоматология»)
- Факультет последипломного образования (Последипломная подготовка специалистов на факультете проводится по 26 специальностям, в условиях интернатуры — по 29 специальностям, клинической ординатуры — по 34 специальностям)
- 1 Международный факультет («Лечебное дело», «Педиатрия», «Медико-профилактическое дело», «Стоматология»)
- 2 Международный факультет («Лечебное дело», «Педиатрия», «Медико-профилактическое дело», «Стоматология»)

## Руководство
Ректоры:
- 1920—1925 — В. П. Карпов
- 1925—1928 — А. А. Левин-Лаврецкий
- 1928—1932 — С. С. Каган
- 1932—1936 — Л. А. Габинов
- 1936—1947 — М. М. Тростанецкий
- 1947—1953 — И. М. Кучерявый
- 1953—1959 — Д. П. Чухриенко
- 1959—1964 — Н. Я. Хорошманенко
- 1964—1981 — И. И. Крыжановская
- 1981—1996 — Л. В. Новицкая-Усенко
- 1996—2016 — Г. В. Дзяк

С 2017 года университет (тогда академия) возглавляет член-корреспондент НАМН Украины, доктор медицинских наук, профессор Т.А. Перцева.

## Известные выпускники

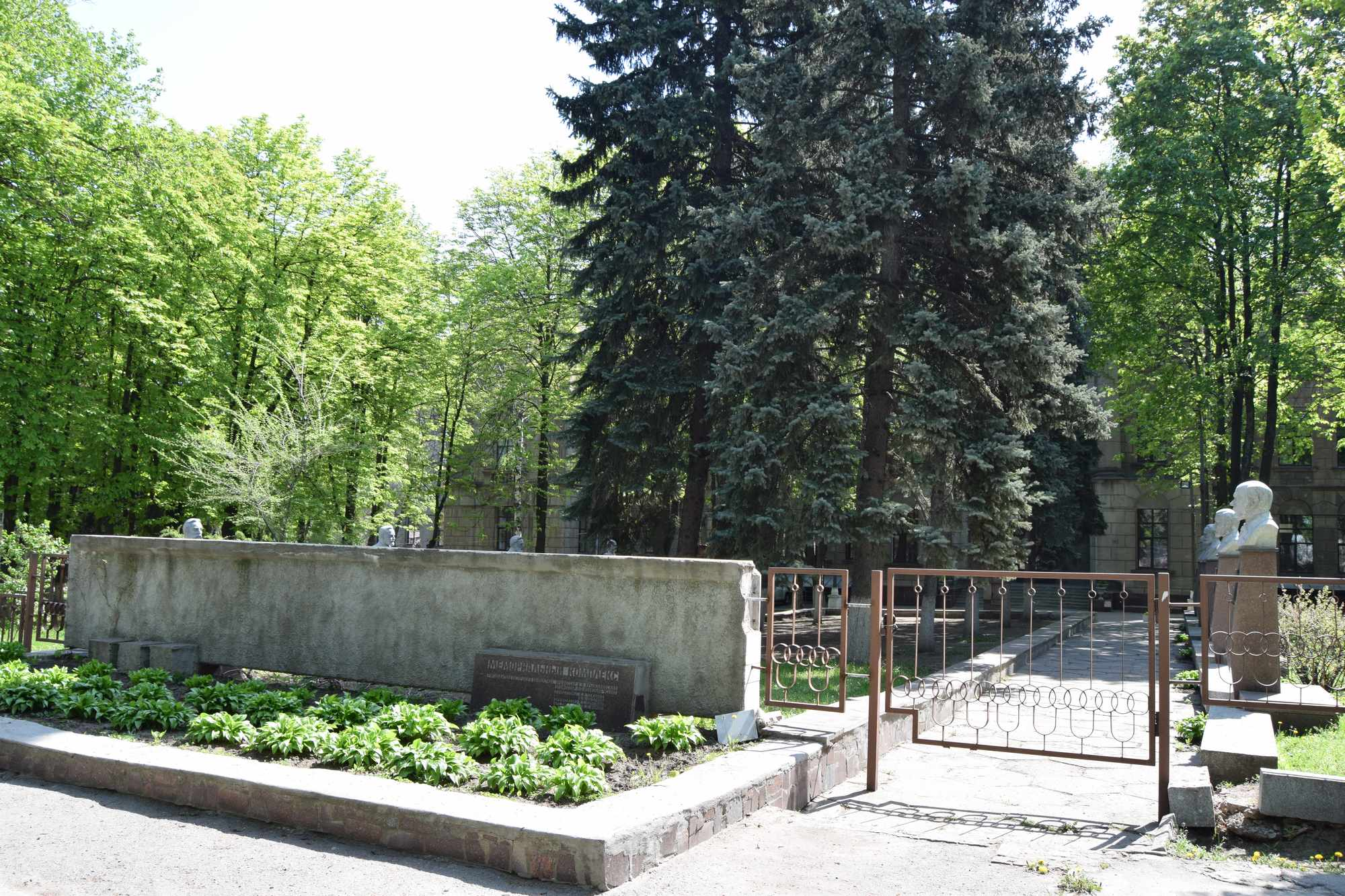
Аллея учёных медиков

- Кабак, Константин Степанович (1924—1998) — доктор медицинских наук, профессор. Лауреат Государственной премии Украины в области науки и техники (1994).
- Кочмала, Олег Борисович  (1966) — российский офтальмолог, доктор медицинских наук, заслуженный врач РФ, создатель Центра микрохирургии глаза Дорожной клинической больницы СКЖД (Ростов-на-Дону).
- Лукьяненко, Александра Михайловна (1938—1993) — украинский советский общественно-политический и государственный деятель.
- Руднев, Иван Михайлович (1910—1970)— врач-педиатр, создатель педиатрической школы.

## Пресса

### Газета «Пульс»
Газета ДГМУ «Пульс» издаётся с 1931 года. Выпускается дважды в месяц тиражом 1000 экземпляров. Распространяется среди студентов, преподавателей и сотрудников ДГМУ.
Редактор З. В. Никольникова 

Ответственный секретарь Н. Г. Величко

### Научно-медицинский журнал «Медичні перспективи»
Научно-медицинский журнал «Медичні перспективи» (рус. «Медицинские перспективы») издаётся Днепровским государственным медицинским университетом с 1996 года. Журнал публикует научные статьи теоретического, клинического, профилактического направлений актуальных научных проблем, а также обзоры, статьи методического характера, рецензии, монографии по актуальным проблемам науки. Постановлением президиума ВАК Украины журнал включен в перечень изданий, в которых могут публиковаться основные результаты диссертационных работ.
Выходит журнал с периодичностью четыре раза в год.

## Награды
- Орден Трудового Красного Знамени (1966)

## Интересные факты
- К Днепровскому медуниверситету восходят истоками своего появления Пятигорская государственная фармацевтическая академия (посредством аффилиации Днепропетровского фармацевтического института) и Запорожский государственный медицинский университет[1].
- В 1991 году ДГМУ (тогда медакадемия) стал одним из учредителей ОАО НПФ «Перфторан», производящего кровезаменитель «Перфторан».